# WAR IS STUPID
『WAR IS STUPID』（ウォー・イズ・ステューピッド）は、ドイツで1988年に制作されたナチュリストビデオ。ナチュリストと性嗜好としての少年愛の観点から反戦を描いた映像作品で、日本語訳すると「戦争は愚かなり」「戦争なんて馬鹿げてる」といった意味になる。
無声映画のスタイルに則った構成になっており、台詞は一切存在しない。映像とBGM、必要最小限の英語による字幕などにより、その反戦のメッセージを訴えるものとなっている。
カルチャー・クラブのシングルに同一タイトルのナンバーがある（邦題は「戦争のうた」）。

## あらすじ
メインのキャストは6人の少年で、彼らが対立するそれぞれ3人組の少年グループの抗争と、歴史上にある紛争を交互に描き、民族や国籍、武力や権威の象徴となる衣服を捨て去ることで全ては平和な輪となるという結末に到る。

### 第1幕
サッカーをする2組の少年グループ。しかしその試合は全くルール無用の乱闘の様を見せており、反則といった行動を越えた陰湿な諍いであり、奪われた眼鏡も踏み付けられ壊されてしまう。
試合は終わり、勝者にはトロフィーが手渡されるも、なおも互いの手の出し合いは留まるところを知らない。

### 第2幕
古代ギリシャの彫像の前で、当時の様を描いた本を読む少年。その時代へと思いを馳せる。
公衆浴場で沐浴を楽しむ3人の少年のところに敵国の刺客が現れる。抵抗するも空しく暗殺される少年たちであったが、なおもその骸を踏み付けるといった非道を見せる刺客たち。

### 第3幕
サッカーの試合の後日。その少年は木陰で休息をとっていた。そこに現れる抗争相手のグループ。寝ている少年の傍らにある袋を盗み、その中身である果実を彼に投げ付ける。目を覚ますが、執拗に攻められ、彼は全身まみれてしまう。

### 第4幕
西部開拓時代の彫像の前で、カウボーイたちの活躍を描く本を開く少年。再び思いを馳せる。
砂漠を旅する3人のガンマン。しばしの休息をとる彼らの寝込みを襲うインディアンたち。その奇襲に飛び起き、拳銃と旧時代の武具との戦いが始まるも、ついには両者とも倒れてゆく。

### 第5幕
少年たちの抗争は終わらない。相手グループの1人を拉致しては羽交い締めにして攻撃する。最早、喧嘩ではなくいじめの様を見せるそれは、互いにエスカレートしながら繰り返される。

### 第6幕
迷彩色のヘルメットや機関銃。世界大戦の彫像の前で、本を開く少年。そこに描かれるは戦車、爆撃機といった兵器の姿。
広野をゆく少年兵。そして1人、また1人と倒れてゆき、その亡骸が崖を転がってゆく。

### 第7幕
衣服を脱ぎ捨てた少年たち。彼らは泥玉を投げ合い、競ってはいるが、そこにあるものは抗争や諍いではなく、純然たる楽しいゲームの姿である。

### 第8幕
無惨に横たわる死体たち。それはこれまでの紛争で傷付いた者たちの姿であり、それぞれが胸に反戦のメッセージを抱いている。
そこに現れる全身を包帯で身を包んだ少年が1人。墓場を見回し、纏っている包帯を脱ぎ捨てる。そして倒れた彼らを起こしてゆく。目覚める死者たち。皆は反戦のメッセージを持ち、生まれたままの姿で輪になって踊る。冒頭のトロフィーが手渡され、全員でそれを天に掲げる。

## 演出
本作を製作・販売したPojkARTは少年を主体としたナチュリストビデオを主として取り扱っており、それは本作も例外ではない。ナチュリスムにおける思想哲学は、レクリエーションの先にある平和主義にも通じる概念は確かに存在していると言え、その意味では本作の主張するものはあるだろう。
一方、PojkARTは少年愛者を強く意識した作品を多く発表しており、これもまた本作は例外とは言えない。それは単に出演するメインキャストのすべてが少年で構成されていることに留まらず、本編中3場面存在する歴代の戦争シーンでは、それを演じる彼らは衣装こそそれらの場面を象徴するものであるものの、その衣装を纏うのが上半身だけであることからも窺える。
また、出演する子役達の演技力は決して良いものとは言えず、演出的にも拙さが感じられる。メインキャストが6人しかいないため、結果として死んでも再び立ち上がって動き回らねば場が持たず、そうした演出構成が数多く存在する。使用される武器も玩具であり、ものによっては遠目からでもそれが窺えるものも少なくなく、リアルさそのものについては極めて希薄であるといえる。
内容的には反戦を描いたものとしてもナチュリストビデオとしても、また、俗にいうショタビデオとしても異色と言え、PojkARTの作品としても他に例を見ない作風である。アメリカ、ハリウッドの映像ソフト通販会社baikalvideos.comはこれらを踏まえて一種のファンタジーとしてカテゴライズしている。

## 展覧会の絵
本作のメインテーマとして、モデスト・ムソルグスキー（1839年 - 1881年）の代表的な楽曲である「展覧会の絵」が使用されている。
各時代の歴代戦争の場面では、その冒頭で少年が彫像の前で読書をするというカットが挿入され、回想のような演出として繰り広げられるが、これらの場面を始めとし、クライマックスを飾る目覚めた少年達を祝福してトロフィーが掲げられる場面ではファンファーレ的に用いられ、本作全編を通してを象徴する音楽となっている。

## 著作・制作
- 撮影・制作：Rebelo
- 製作・販売：PojkART

## 当時の時代背景
本作品の制作された時代における戦争と平和に関する情勢を参考資料として次にまとめる。
- 1987年5月28日、西ドイツのマチアス・ルスト（1968年 - ）がソ連に着陸し逮捕される。
- 1988年8月20日、イラン・イラク戦争が停戦。
- 1989年11月9日 - 10日、ベルリンの壁が崩壊する。
- 1990年10月3日、ドイツ再統一。
- 1990年10月15日、当時のソ連大統領ミハイル・ゴルバチョフ（1931年 - ）がノーベル平和賞を受賞する。
- 1990年10月16日、日本、PKO法案を提出。

この作品が制作され、世に出された翌年に、制作された地であるドイツのベルリンの壁が崩壊し、統一する動きが加速してゆくのは象徴的である。